# Metopomyza nigriorbita
Metopomyza nigriorbita är en tvåvingeart som beskrevs av Friedrich Georg Hendel 1931. Metopomyza nigriorbita ingår i släktet Metopomyza och familjen minerarflugor.
Artens utbredningsområde är Österrike. Arten är reproducerande i Sverige. Inga underarter finns listade i Catalogue of Life.